# Armand Marc de Montmorin Saint-Hérem
Armand Marc de Montmorin Saint-Hérem (ur. 13 października 1745 w Paryżu, zm. 2 września 1792) – francuski polityk.

## Życiorys
Pełnomocnik (plénipotentiaire) Elektora Trewiru (1774), francuski ambasador (1778-1784) w Hiszpanii, Secrétaire d'État à la Marine, od sierpnia do grudnia 1787. Od 14 lutego 1787 do 13 lipca 1789 pełnił funkcję sekretarza spraw zagranicznych. Stanowisko to piastował znów od 16 lipca 1789 do 29 listopada 1791. Po 10 sierpnia 1792 po uwięzieniu rodziny królewskiej próbuje się ukryć, ale 17 sierpnia zostaje złapany i skazany przez sąd. Ginie 2 września 1792 na gilotynie.